# 美麗青年心靈
《美麗青年心靈》（英語：Beautiful Young Minds）是一部2007年的英國紀錄片，以數學競賽參賽學生為題材。本片由摩根·馬修斯執導。摩根·馬修斯其後也執導了受片中主角之一李軼睿的故事啟發的電影《數造天才》。
紀錄片的名稱，是向以數學家約翰·納什為題材的著名電影《美麗心靈》(A Beautiful Mind)致敬。

## 製作
國際數學奧林匹克（IMO）是最頂尖的國際性中學生數學競賽。儘管英國自1967年起已開始參加IMO，而在本片之前，也曾有拍攝IMO的嘗試，可是都沒有成果。2002年有BBC紀錄片拍了在蘇格蘭舉行的IMO，但最後只抽取很有限的片段播出。2005年又有人嘗試拍攝英國隊參加IMO，然而計劃中途取消。
本片三人攝製隊在2006年IMO舉行前六個月開始，拍攝英國訓練選拔學生情況，直到他們參加IMO競賽。原本的計劃是想拍攝關於不常見的國際比賽的電視節目系列，而IMO是其中之一，但在拍攝開始後改變計劃，把IMO製作為單獨紀錄片。

## 內容
紀錄片拍攝了數名數學最頂尖的英國中學生，互相競爭進入2006年國際數學奧林匹克（IMO）英國隊的選拔和訓練過程，包括他們上訓練課，進行選拔測驗，去匈牙利與當地學生一同受訓和到塞浦路斯參加巴爾幹數學奧林匹克，以及最終獲選進英國隊的6名學生去斯洛文尼亞參加國際數學奧林匹克競賽情況。本片訪問這些學生及家人，和英國隊的教練，展示這些學生參加選拔時的心理變化。攝製隊在中國隊主教練李勝宏教授和其他教練協助下，安排了其中一名學生、能說中文的李軼睿前往北京與中國隊一同訓練一星期，並對柳智宇等中國隊隊員作了簡短訪問。柳智宇在片中所說的話和憂鬱的表情，預示了他會放棄數學。
片中的數學尖子，即使是最頂尖的學生，但是他們在普通學校中很難被老師和同學了解，而且英國的學校傾向著重於課外活動，如體育和音樂等，卻不重視理科，因此他們往往受到其他人的排擠，被視為異類。然而他們來到奧數訓練營後，可以認識到和自己同樣有超常才能的學生，一同學習和比拚。學習數學在這裏成為自然不過的事。

### 亞斯伯格症候群
這部紀錄片中的年輕數學尖子中，有好幾個人都有亞斯伯格症候群，是自閉症的一種。片中指出此症與他們的數學才能有關係，例如英國隊主教練杰夫·史密斯說此症使他們有非常高的專注力，有助於思考解決困難的數學問題。他們對此症也有很不同的態度，有人嘗試使自己像正常人一樣社交，也有人並不在乎自己與人不同，甚至和其他尖子一起時也難以相處。在受本片啟發的電影《數造天才》中，亞斯伯格症候群就是故事的一個主要元素。
曾在片中為李軼睿診斷的臨床心理學教授兼自閉症研究中心主任Simon Baron-Cohen，在醫學期刊發文章表示，此片對亞斯伯格症候群的認識有重要價值，因其揭示了此症在心智不同方面的特徵的同時表現，顯示它們有尚待解釋的關連，而非完全隨機；也告知人們此症也能帶出正面影響，如注意細節和喜愛模式，而不是只有人際社交上的缺陷，而對這群有此症的尖子的研究，也許能幫助了解自閉症譜系的共同底層原因。

## 播映
本片首先在2007年7月的BRITDOC紀錄片節中放映，2007年10月14日在BBC 2電視首播。

## 獎項
| 年份 | 獎項                     | 類別                            | 結果 |
| ---- | ------------------------ | ------------------------------- | ---- |
| 2007 | Prix Europa              | 電視紀錄片                      | 提名 |
| 2008 | 英國電視學院獎           | 最佳單集紀錄片                  | 提名 |
| 2008 | 皇家電視學會工藝與設計獎 | 最佳磁帶與膠片剪輯：紀錄片/事實 | 提名 |
| 2008 | 皇家電視學會電視獎       | 最佳觀察式紀錄片                | 提名 |

## 相關紀錄片
美國2008年紀錄片《Hard Problems: The Road to the World's Toughest Math Contest》紀錄了同一屆國際數學奧林匹克的美國隊選拔和參賽過程。

## 外部連結
- 互联网电影数据库（IMDb）上《Beautiful Young Minds》的资料（英文）
- 豆瓣电影上《美丽的年轻心灵》的資料 （简体中文）
- YouTube上的Beautiful Young Minds 《美丽青年心灵》 —全片中文字幕版在"Daniel Lightwing"頻道
- bilibili上的美丽青年心灵 Beautiful Young Minds —全片中文字幕版